# 伊丹市立伊丹小学校
伊丹市立伊丹小学校（いたみししりつ いたみしょうがっこう）は、兵庫県伊丹市船原一丁目にある公立小学校。

## 沿革
- 1873年（明治6年）3月23日 - 私立伊丹小学校として伊丹紺屋町に開設。
- 1882年（明治15年） - 公立伊丹小学校となる。
- 1887年（明治20年）2月3日 - 新校舎落成（紺屋町）。
- 1893年（明治26年） - 伊丹尋常高等小学校に改称。
- 1898年（明治31年） - 校規制定。
- 1900年（明治33年）5月27日 - 戎町溝口（現いたみホールの位置）に新校舎完成。
- 1901年（明治34年） - 校章制定。
- 1926年（大正15年）11月10日 - 伊丹市制施行。伊丹市立尋常高等小学校となる。
- 1941年（昭和16年）4月1日 - 国民学校令により伊丹国民学校と改称。
- 1947年（昭和22年）4月22日 - 小学校令により伊丹市立伊丹小学校と改称。
- 1953年（昭和28年）4月1日 - 難聴学級開設。
- 1955年（昭和30年）4月1日 - 伊丹市立緑丘小学校開設、校区を分離。
- 1969年（昭和44年）4月1日 - 伊丹市立有岡小学校開設、校区を分離。
- 1970年（昭和45年）4月1日 - 養護学級開設[1]。

## 交通アクセス
- 伊丹駅 (阪急)から北へ200m。
- 伊丹駅 (JR西日本)から西へ700m。

## 通学区域が隣接している学校
- 伊丹市立有岡小学校
- 伊丹市立南小学校
- 伊丹市立鈴原小学校
- 伊丹市立稲野小学校
- 伊丹市立緑丘小学校
- 伊丹市立神津小学校

## 著名な出身者
- 岡田節人 - 発生生物学者、JT生命誌研究館名誉顧問、京都大学名誉教授
- 南野陽子 - 女優
- 東谷義和 - YouTuber、元参議院議員